# Soera De Zandduinen
Soera De Zandduinen is een soera van de Koran.
De soera is vernoemd naar de genoemde zandduinen waar het volk van 'Ad woonde. Het wordt gewaarschuwd alleen God te dienen. Verschillende keren wordt kenbaar gemaakt dat het boek van Musa nu wordt bevestigd in het Arabisch, de Koran. De soera maakt melding van een aantal djinns die eens aanwezig zijn bij een recitatie van de Koran. De djinns keren vervolgens terug naar hun volk en roepen de andere djinns op om in God te geloven en de juiste weg te volgen.

## Bijzonderheden
Ayat 10, 15 en 35 zouden zijn geopenbaard in Medina. De zandduinen zouden Jemen betreffen. Soera De Demonen gaat ook in op de bekeerde djinns.